# 布雷兹尼察 (日罗夫尼察市镇)
布雷兹尼察（發音：[ˈbɾeːznitsa]），是斯洛維尼亞上卡尼奧拉地區日羅夫尼察市鎮的十個村莊之一，也是该市镇的行政中心。村莊的大部分地區都在 Reber 山脈的山坡上開發，向南和向東留下開闊的田野。向西，民宅已延伸至同市镇的隔壁村莊扎布雷兹尼察（Zabreznica）。

## 教堂
布雷兹尼察的堂區教堂是獻給悲傷聖母。當前堂區教堂的建造始於1819年，其建築師是來自傑莫納的布拉西奧·扎莫洛（Blasio Zamolo），其簽名位於正門上方。教堂於1993年進行了大規模翻修。教堂前矗立著一座由建築師尤利·普雷契尼克設計的第一次世界大戰陣亡者紀念碑。

## 本地知名人物
- 蜂學先驅安東·楊沙

## 外部連結
- 维基共享资源上的相關多媒體資源：布雷兹尼察
- Breznica at Geopedia （页面存档备份，存于）